# Нуссио, Отмар
Отмар Нуссио (итал. Otmar Nussio; 23 октября 1902, Гроссето — 22 июля 1990, Лугано) — итало-швейцарский композитор и дирижёр.
Учился в Миланской консерватории как флейтист, затем занимался композицией под руководством Отторино Респиги. В 1938 г. возглавил Оркестр итальянской Швейцарии и руководил им на протяжении 30 лет. Был близок с Золтаном Кодаи, Паулем Хиндемитом, Игорем Стравинским, Дариюсом Мийо.
Среди произведений Нуссио преобладает инструментальная музыка и сочинения для камерного оркестра — в частности, сюиты «Рубенсиана» (1950, для флейты, скрипки, клавесина и струнных), «Шопениана» (1959), «Боккаччо-сюита», «Сюита из Тессина» (нем. Suite aus dem Tessin), Вариации на тему ариетты Перголези (1953) для фагота и струнного оркестра, Дивертисмент для контрафагота, «Вечное движение» для скрипки и фортепиано, увертюра к комедии Мольера «Проделки Скапена» и др. Нуссио принадлежат также опера для детей «Ганс в стране сказок» (нем. Hans im Märchenland; 1949), Концерт для скрипки с оркестром, впервые исполненный Гилой Бустабо, и др.
Из записей, сделанных Нуссио в ходе его работы в Лугано, выделяются Концерт № 23 для фортепиано с оркестром Моцарта (в 1953 г. с Кларой Хаскил, в 1961 г. с Артуром Рубинштейном), Концерт № 3 для скрипки с оркестром Моцарта и Концерт для скрипки с оркестром Брамса (1961, с Давидом Ойстрахом). Благодаря договорённости с Нуссио Рихард Штраус написал в 1947 г. своё последнее инструментальное сочинение — Концертный дуэт для кларнета, фагота и струнного оркестра Op. 147, впервые исполненный под управлением Нуссио 4 апреля 1948 г..
Отрывки из музыки Отмара Нуссио звучат в саундтреке четырёх фильмов Александра Сокурова: «Одинокий голос человека» (1987), «Круг второй» (1990), «Тихие страницы» (1993), «Мать и сын» (1997), «Восточная элегия».